# Mikołaj Szumańczowski
Mikołaj (Tomasz) Szumańczowski herbu Prus I – podczaszy halicki w latach 1765–1768, łowczy halicki w latach 1744–1765, łowczy trembowelski w latach 1733–1744.
Poseł ziemi halickiej na sejm 1744 roku. Wybrany sędzią kapturowym ziemi halickiej w 1764 roku. W 1764 roku był elektorem Stanisława Augusta Poniatowskiego z ziemi halickiej i posłem tej ziemi na sejm elekcyjny.